# Francesco Bearzatti
Francesco Bearzatti, né le 9 octobre 1966 à Pordenone, dans la région du Frioul-Vénétie Julienne, est un saxophoniste et clarinettiste de jazz italien.

## Biographie
Francesco Bearzatti a grandi dans le Frioul. Il étudie la clarinette au Conservatoire d'Udine (Italie), puis part en résidence au Jazz Mobile, dirigé par Billy Taylor à Harlem, où il est élève de George Coleman. Il se produit ensuite plusieurs années comme musicien pop-rock et comme disc jockey.
En 1994, il fonde le Kaiser Lupowitz Trio. En 1995, il participe à l'album Valery Ponomarev "Live at Vartan's" feat. Ben Riley et entame une tournée aux États-Unis, où il a l'occasion de jouer avec le batteur Ben Riley. En 1998, il enregistre son premier album en tant que leader, Suspended steps. Les années suivantes il vit principalement à Paris, où il travaille avec Aldo Romano et Emmanuel Bex et fonde le Trio Bizart. Il travaille également dans diverses formations du pianiste sicilien Giovanni Mazzarino Gianluca, participe à l'album Gianluca Petrella 4tet "Indigo 4" (Blue Note Records) et participe avec Stefano Battaglia à un album à la mémoire de Pier Paolo Pasolini.
Francesco Bearzatti est leader de Sax Pistols (avec Stomu Takeishi, contrebasse, et Dan Weiss, batterie). Il dirige toujours le Bizart Trio (avec Paolino Dalla Porta, contrebasse, et Manu Roche à la batterie) et le Quatuor Tinissima (avec Giovanni Falzone, trompette, Danilo Gallo, basse, et Zénon de Rossi, batterie). Il a réalisé plusieurs albums avec le Tinissima 4tet (suite for Tina Modotti, Malcolm X, Monk'nroll, This machine kills fascists et Zorro).
Francesco Bearzatti a été découvert par une grande partie du public français aux côtés d'Aldo Romano avec son disque Because of Bechet. Il fait partie du trio Open Gate avec Emmanuel Bex et Simon Goubert.
Il crée à Paris en janvier 2014, en tant que directeur artistique et aux côtés du photographe Frédéric Blanc / Frèd Blanc, les Sunday Jazz Loft, concerts en appartement, au sein desquels il réalise des expérimentations jazzistiques. Ont déjà été invité au Sunday jazz loft : Michel Benita, Federico Casagrande, Emmanuel Bex, Thierry Péala, Bruno Angelini, Victoria Rummler, Nico Morelli, Yonathan Avishaï, Vincent Bourgeyx, Hans Olding, Benjamin Moussay, Franck Avitabile, Nguyën Lé, Régis Huby, Bruno Chevillon, Jean-Pierre Como, Thierry Eliez, Camille Bertault, le Tissima 4tet, René Urtreger, Mauro Gargano, Nicola Sergio, Jean-Charles Richard, Giovani Mirabassi, Carmine Ioana, Alain Jean-Marie, Fred Nardin, Michaël Cherret, Chester Harlan, Sava Medan et Riccardo del Fra, Vincent Courtois, Médéric Collignon, Vincent Peirani
En 2016 il est le protagoniste du livre photo-poésie-dessin-graphisme Et si le jazz est la vie de Frédéric Blanc / Frèd Blanc, aux éditions de Ouf. La même année il a conçu une performance musicale aux côtés de Camille Bertault, Thierry Eliez, et Federico Casagrande. Ils ont mis en musique les pœms de Frèd Blanc avec la projection des animations / pœms poèmes de Et si le jazz est la vie.
En 2021 il sort le clip vidéo El Triunfo del Zorro, réalisé par John'sun et Johnson (Frèd Blanc et Elia Blanc).

## Récompenses
- 1995 : Deuxième prix du Prato, à Rome.
- 1996 : Premier prix du Meilleur saxophoniste ténor, à Livourne.
- 2003 : Premier prix du Meilleur jeune talent Top Jazz, de la critique italienne[3].
- 2009 : Meilleur saxophoniste de l'année par la revue Musica Jazz.
- 2012 : Prix du Musicien européen (récompensé pour son œuvre ou son actualité récente) de l'Académie du jazz[4].

## Discographie

### En tant que leader
- 1998 : Francesco Bearzatti 4tet, Suspended Steps (Caligola)
- 2003 : Francesco Bearzatti Bizart Trio, Virus (Auand AU9002)
- 2004 : Francesco Bearzatti Bizart Trio, Hope, avec Enrico Rava (Auand AU9007)
- 2006 : Francesco Bearzatti Sax Pistols, Stolen Days (Auand AU9011)
- 2008 : Francesco Bearzatti Tinissima 4tet, Suite for Tina Modotti (Parco della Musica)
- 2010 : Francesco Bearzatti, X Suite for Malcolm (Parco della Musica)
- 2013 : Francesco Bearzatti Tinissima 4tet, Monk’n Roll (CamJazz)
- 2015 : Francesco Bearzatti Tinissima 4tet, This Machine Kills Fascists (CamJazz) - CAMJ 7893-2
- 2020 : Francesco Bearzatti Tinissima 4tet, Zorro (CamJazz)

### En tant que participant
- Valery Ponomarev "Live at Vartan" feat. Ben Riley
- Keptorchestra "Miss Etna" feat. Joe Lovano (Caligola)
- Francesco Bearzatti Trio "Summertime in jazz"
- Simone Guiducci Gramelot Ensemble "Sciarivarì"
- Gaetano Valli "Paludi" (Splasch)
- Ceriani Orchestra "Talking with the Spirits" (Splasch)
- Ceriani Orchestra "Frattali" (Splasch)
- Kaiser Lupowitz Trio "Domage" feat. Kurt Rosenwinkel
- Kaiser Lupowitz Trio "You Don't" feat. Josh Roseman
- The Organ Trio "Ice Cream Girl"
- Pentagono "Scale Mobili" feat. Mauro Negri
- Gaetano Riccobono "That's Life" feat. Giovanni Mazzarino
- Graziella Vendramin "Mi Chiedo Spesso Cos'è"
- Giovanni Mazzarino 4tet "Plays Ballads" (Philology)
- Giovanni Mazzarino 4tet "Beautiful Child" (Philology)
- Giovanni Mazzarino 5tet "Evening in Blue" (Splasch)
- Giovanni Mazzarino 4tet "The Cyclon" (Splasch)
- Giovanni Mazzarino 5tet "Live allo Spasimo"
- Esmeralda Ferrara "To Bill" (Philology)
- Andrea Massaria "Titapana" avec Flavio Boltro (Artesuono)
- Aldo Romano "Because of Bechet" (Universal)
- Licaones "Lounge Party" (Azzurra Records)
- Licaones "Licalecca" (Azzurra/ArteéSuono)
- Luca Cacucciolo "The Light goes down" (MAP)
- Luca Cacucciolo "Kind Of Illusion" SPLASH
- Massimo Dona "New Rapsody in blue" (Caligola)
- Massimo Dona "For Miles and Miles" (Caligola)
- Massimo Dona "Spriz" (Caligola)
- Massimo Dona "Cose Dell'altro Mondo"(Caligola)
- Otello Savoia 5tet (Caligola)
- Ludovic de Pressac 4tet "Hommage a Michel Petrucciani"
- Mauro Ottolini "Ecologic Island" (ArteSuono)
- Gianluca Petrella 4tet "Indigo 4"(Blue Note)
- Enrico Terragnoli Orchestra Vertical "L'Anniversaire" (Gallo Rocho)
- Aldo Romano "Chante" (Dreyfus)
- Georgi Sareski 6tet feat. F.Bearzatti " Shohoho"
- M. Decorato Circle Trio meets F.Bearzatti
- Juri Dal Dan Trio + F.Bearzatti + Pordenone Big Band "Africa Personale"
- Gianluca Petrella "Kaleido" (Blue Note)
- Aldo Romano "État de fait" (Dreyfus)
- Oscar Marchioni Hammond Grooves "Croccodile"
- Claudio Filippini "Space Trip" (Giotto Music LM118)
- Sandro Fazio "The Birth" (dodicilune)
- Nico Gori European 4tet "Alien In Your Head"
- Michele Papadia's "Afrocentradelic" (Picanto Rec.)
- W. Beltrami 4tet "Timoka"
- Maria Pia de Vito "Songs From Underground"(Universal)
- Kikka & Intrigo "Ssschh" (Universal)
- Martoux "In a Silent Way" (Musica Jazz)
- Emmanuel Bex "Open Gate" (Plus Loin Music)